# Ligne des Toblerones

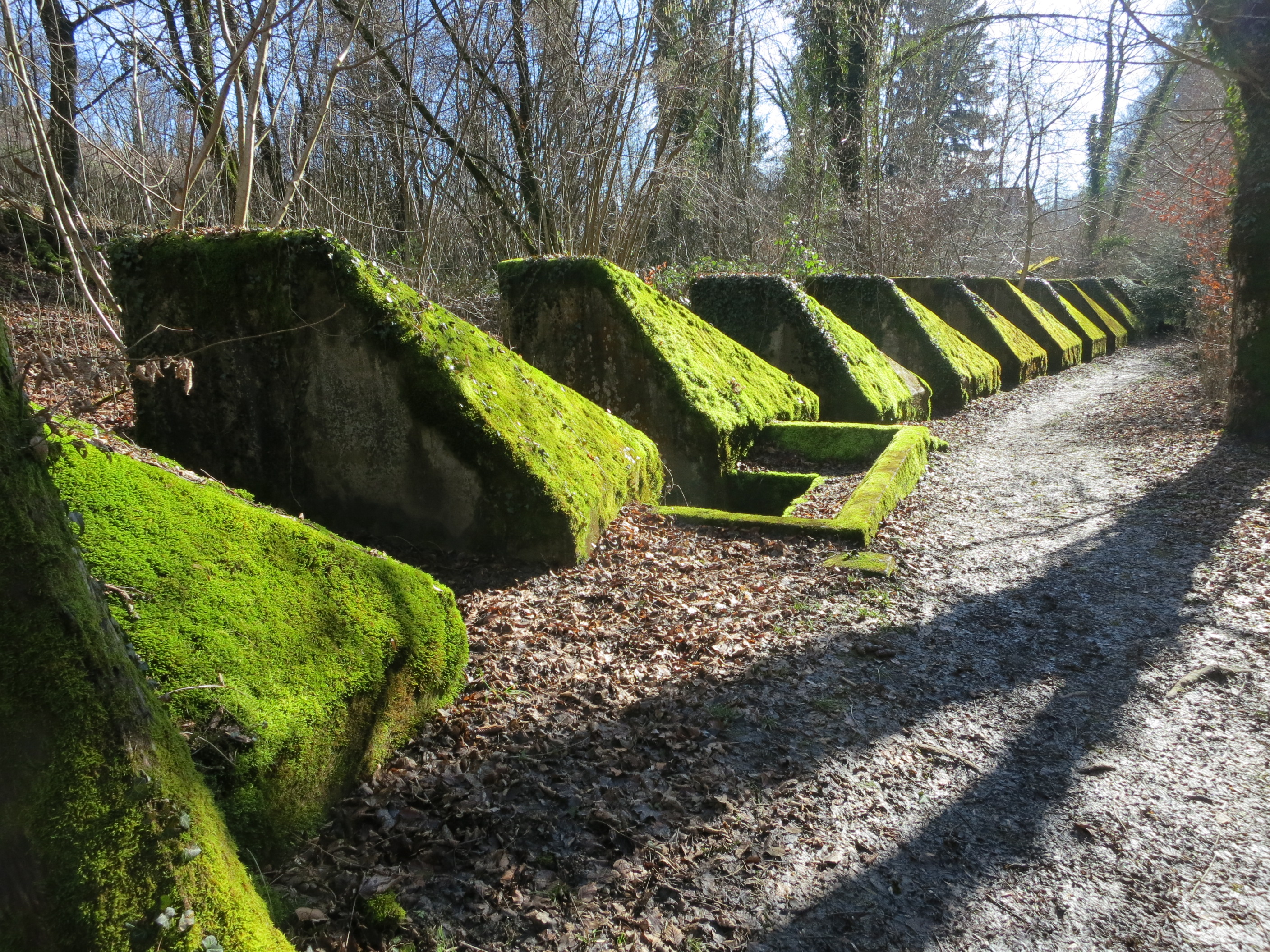
Une partie de blocs de béton à Begnins.

La ligne des Toblerones, de son nom officiel ligne fortifiée de la Promenthouse, est une ancienne ligne de fortifications suisse au pied du Jura dans le canton de Vaud datant de la Seconde Guerre mondiale. Durant cette période et précédemment, des milliers d'ouvrages de fortifications furent érigés en Suisse dont un type d'obstacles antichars auquel fut donné par la population le nom de Toblerones du fait de la ressemblance de l'alignement de ces blocs de béton avec le fameux chocolat du même nom.
Aujourd'hui un sentier pédestre, le sentier des Toblerones, suit une des ces nombreuses ancienne ligne de fortifications.

## Histoire
Entre 1937 et 1941, face à la montée de la menace allemande, une ligne de défense anti-chars en blocs de béton, ressemblant aux dents de dragon, fut construite des rives du lac Léman, au pied du Jura, entre Prangins et Bassins, en passant par Gland, Vich et Begnins. Le canton de Genève étant considéré comme indéfendable, il fut sacrifié par le plan de défense établi par le gouvernement de l'époque.
Plus de 2 700 blocs de béton de 9 tonnes, furent érigés comme obstacles anti-chars sur une longueur de quelque 10 kilomètres, et c'est leur forme triangulaire, rappelant le chocolat Toblerone, qui a donné le surnom de cette ligne de la Promenthouse. La ligne était protégée par douze points fortifiés dont le plus connu est la « Villa Rose », un fortin camouflé en maison, à Gland. Maintenue en état depuis comme témoin de cette époque, elle est transformée en musée. La nature étant restée intacte le long de la ligne pendant plus de 60 ans, il fut décidé d'aménager un sentier pédestre de 17 kilomètres.

## Galerie

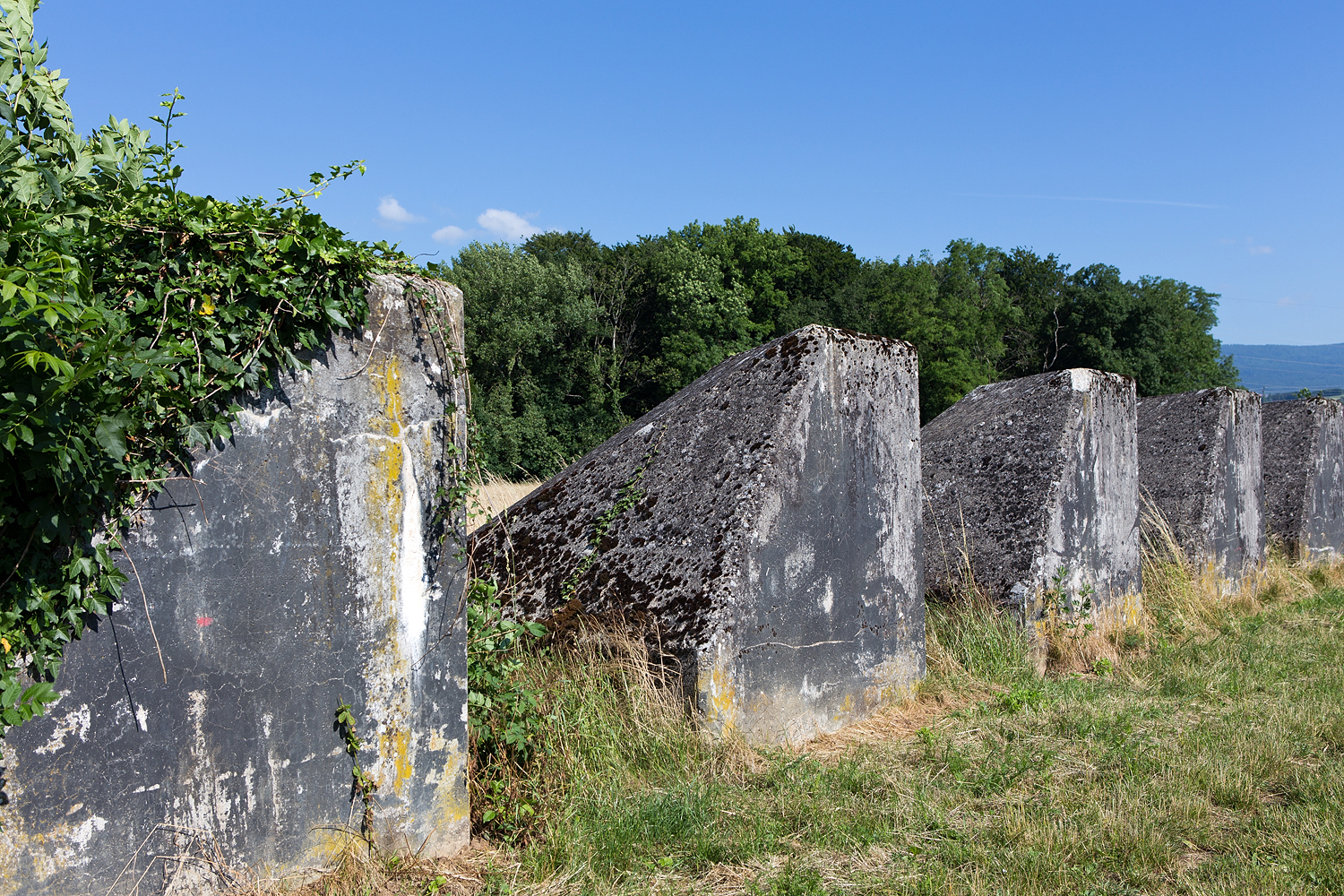
Sentier des Toblerones à Gland.
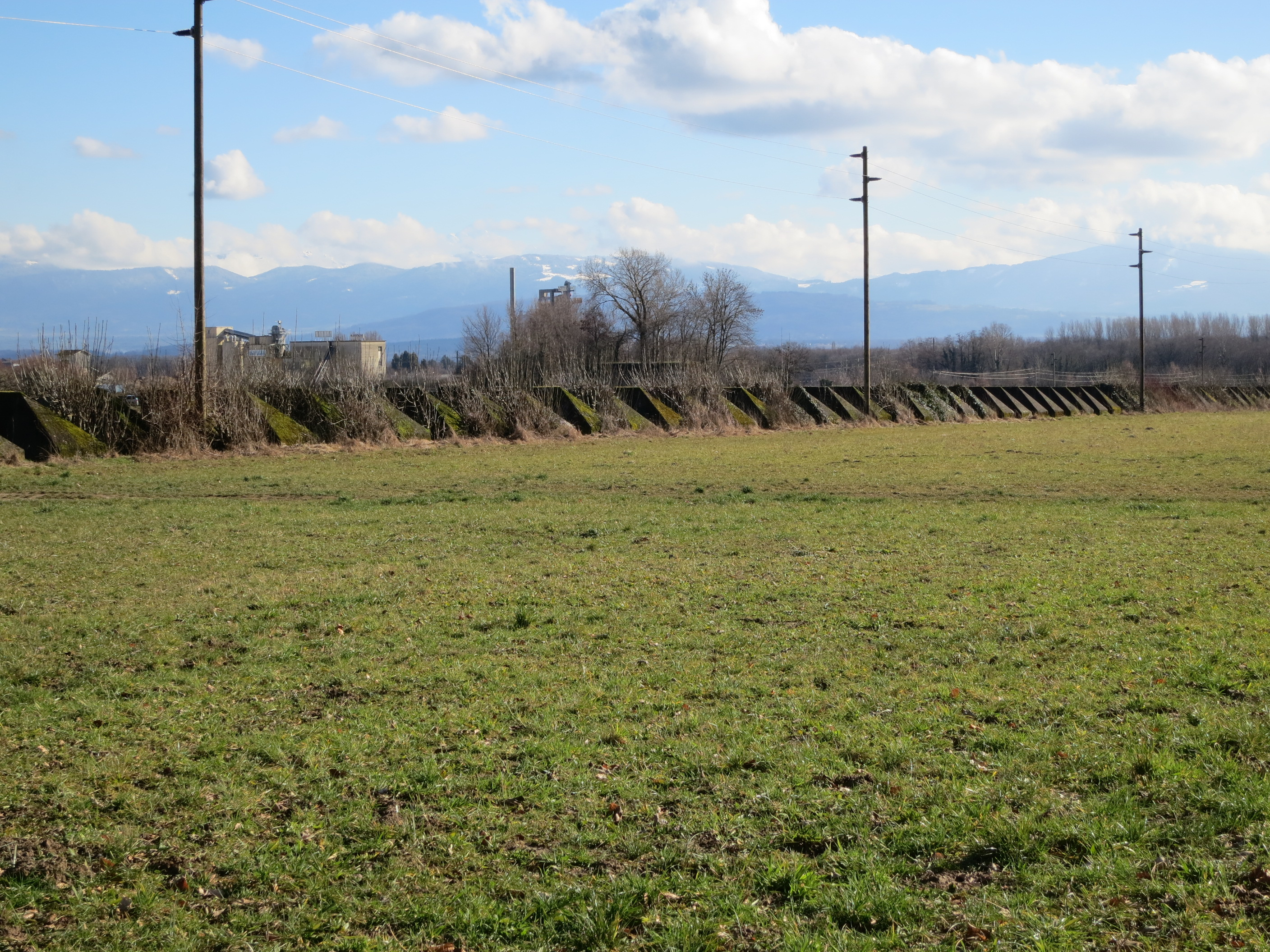
Lignes de Toblerones à Gland
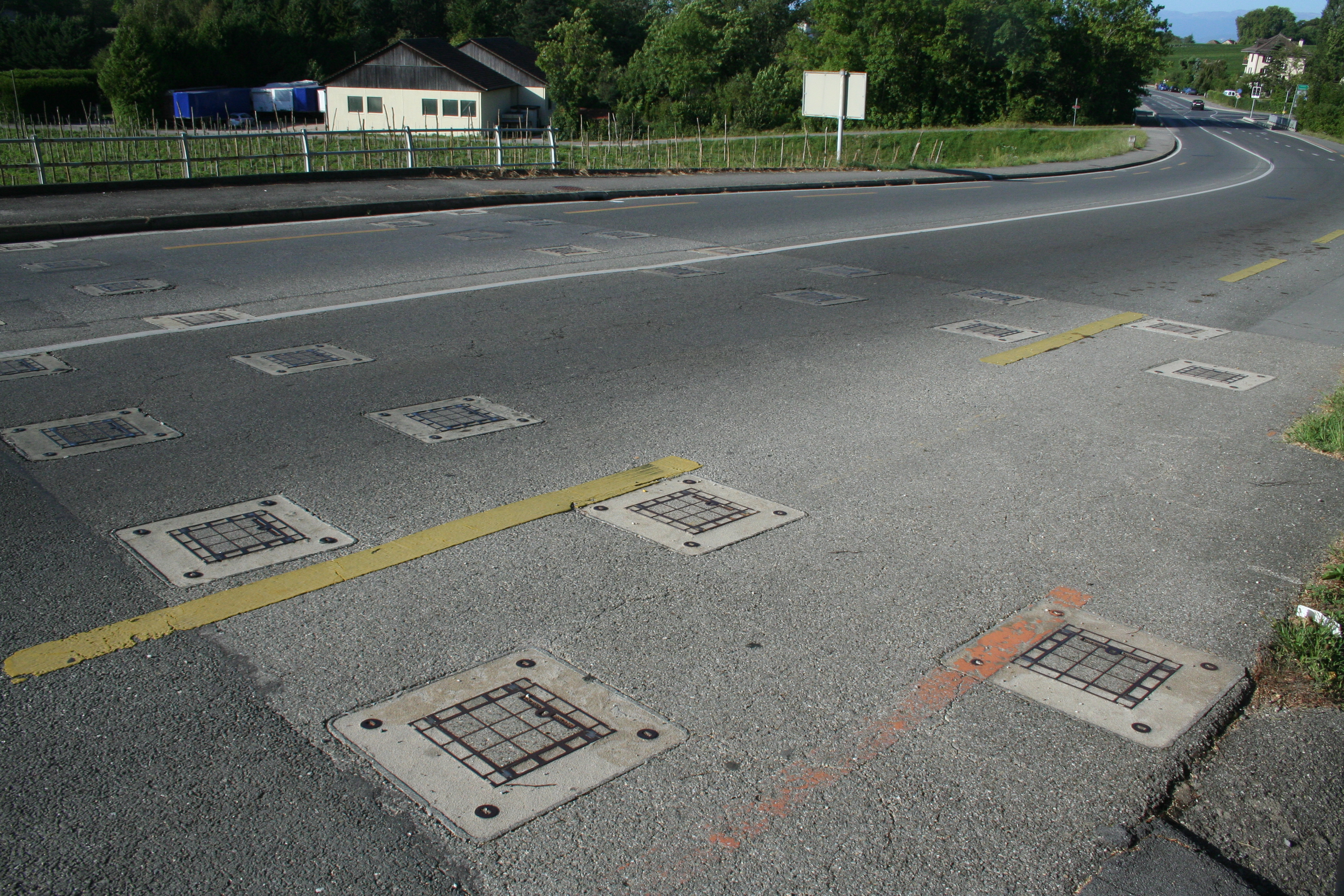
Obstacles antichars sur route près d'Aubonne : une fois les couvercles enlevés, des rails pouvaient y être placés à la verticales afin de bloquer la route.
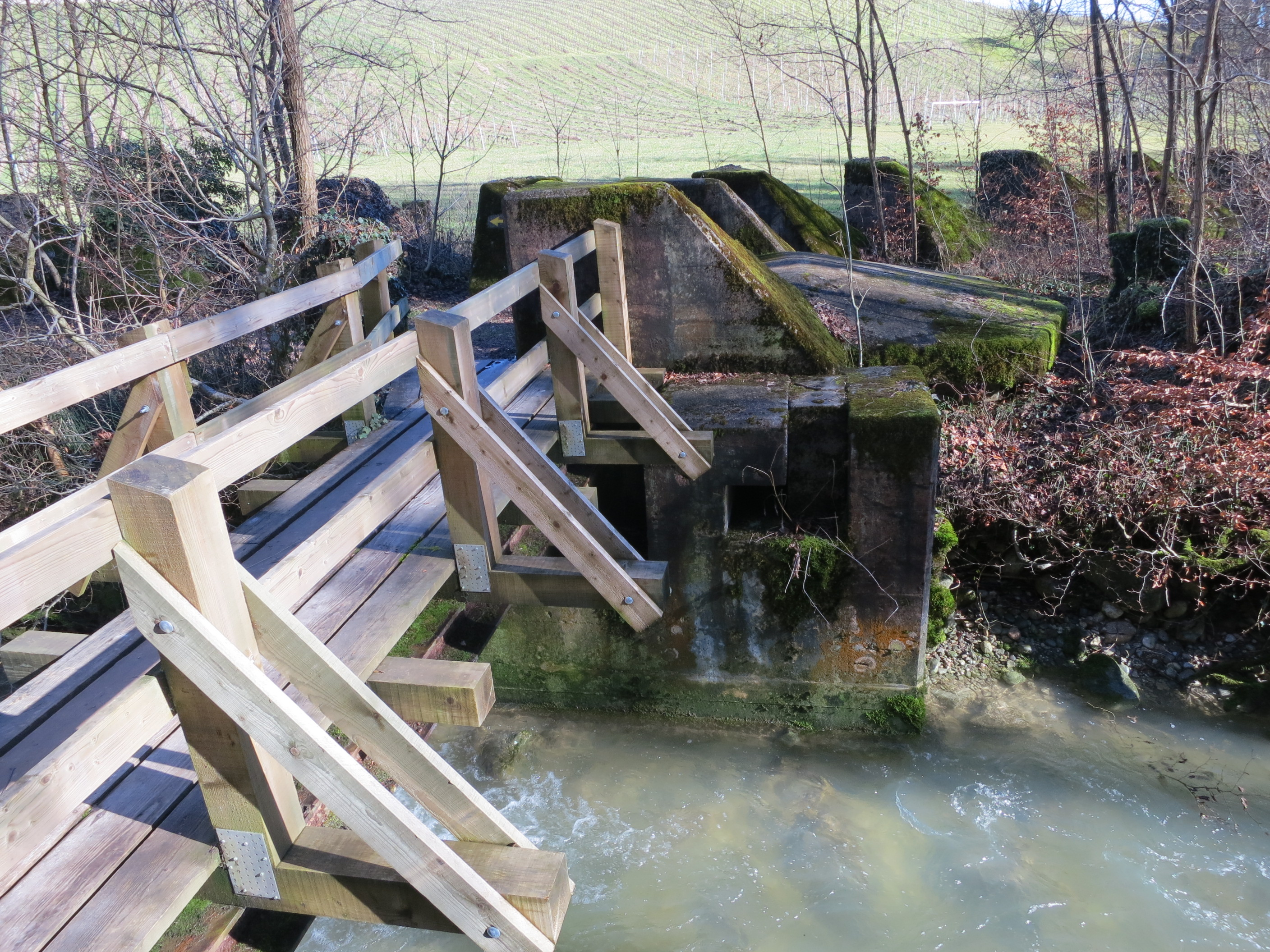
Des obstacles antichars à Begnins au Moulin du Creux...
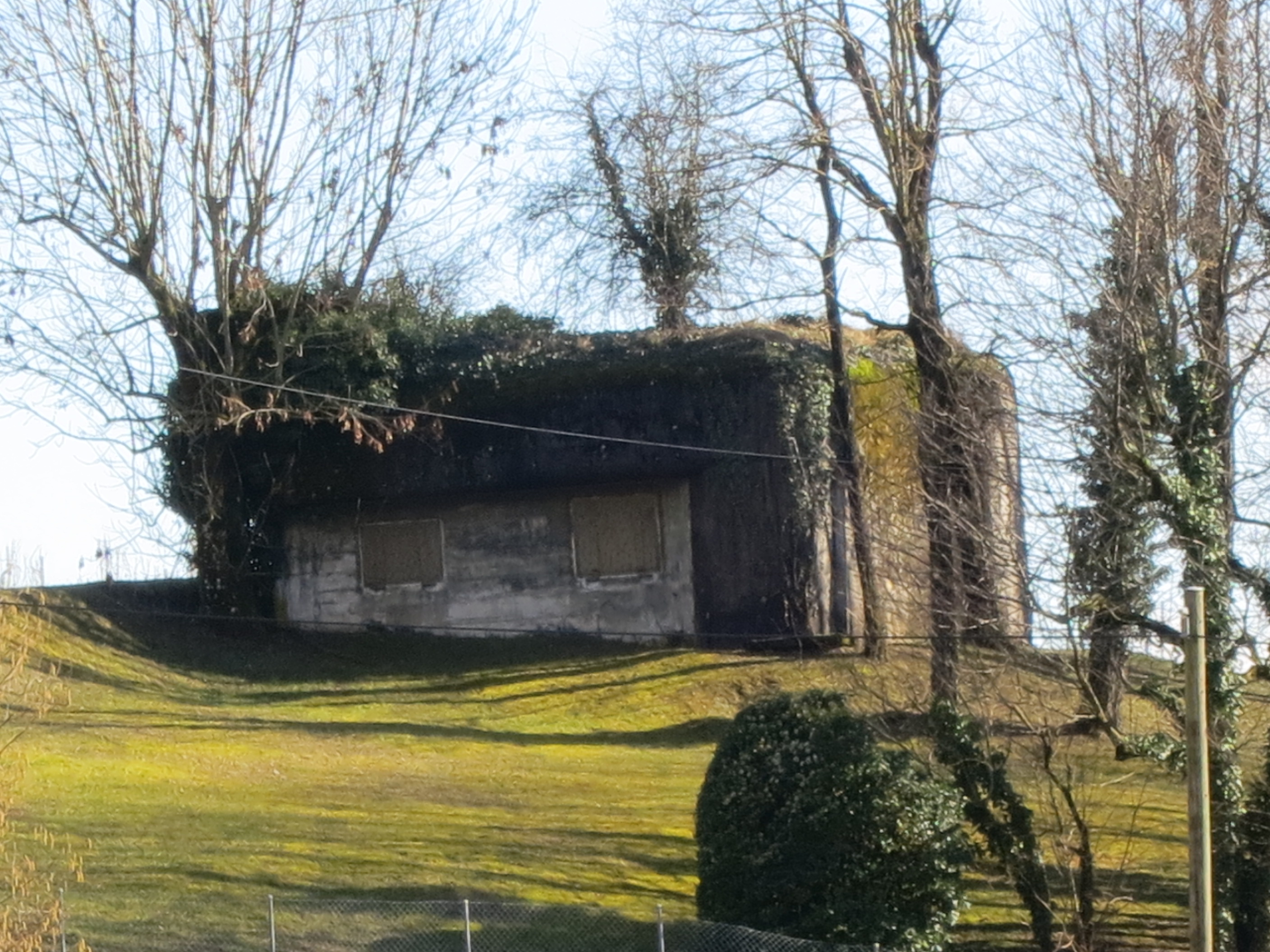
... battus par le fortin A710 Moulin du Creux.
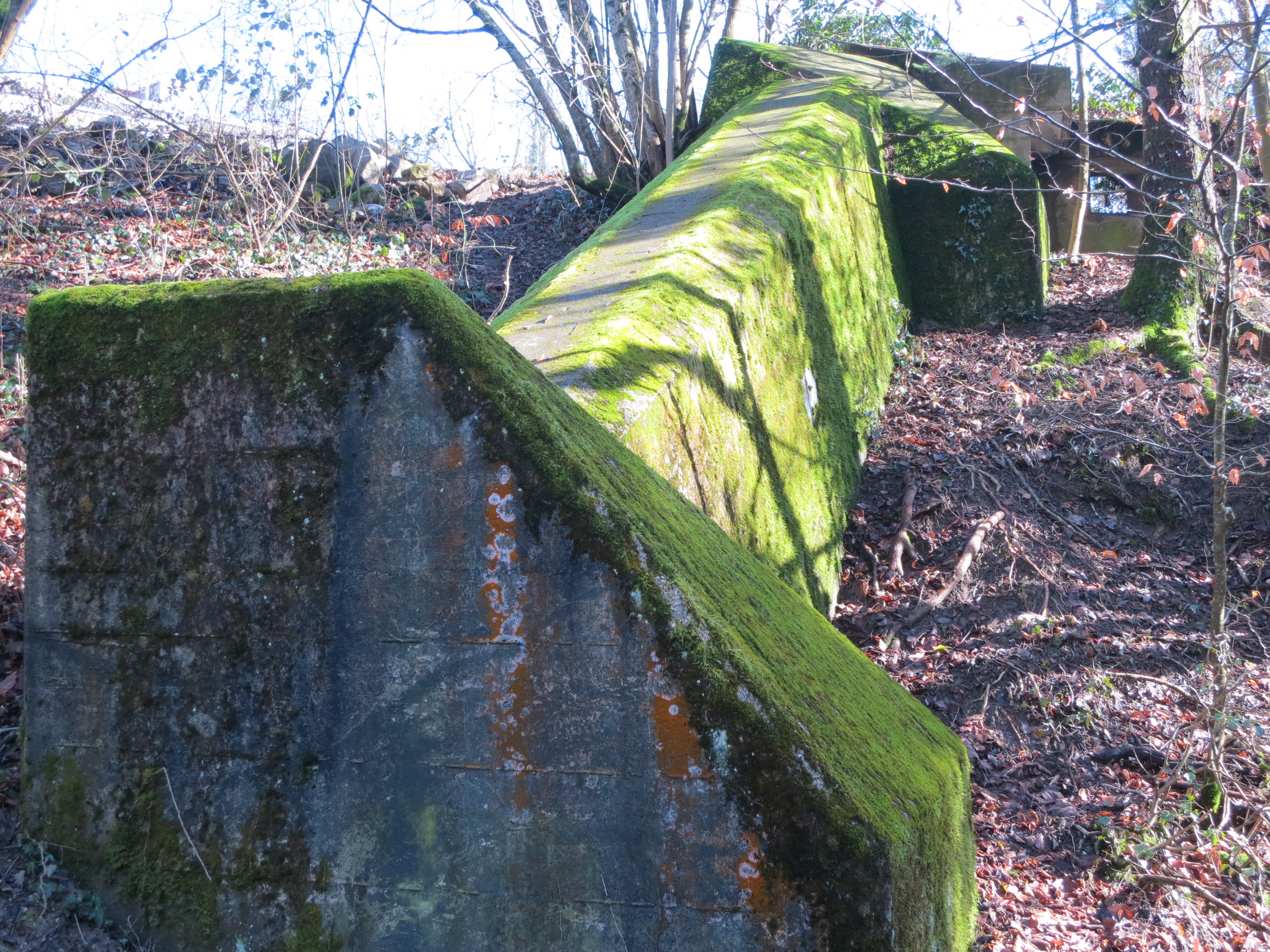
Obstacles antichars à Begnins
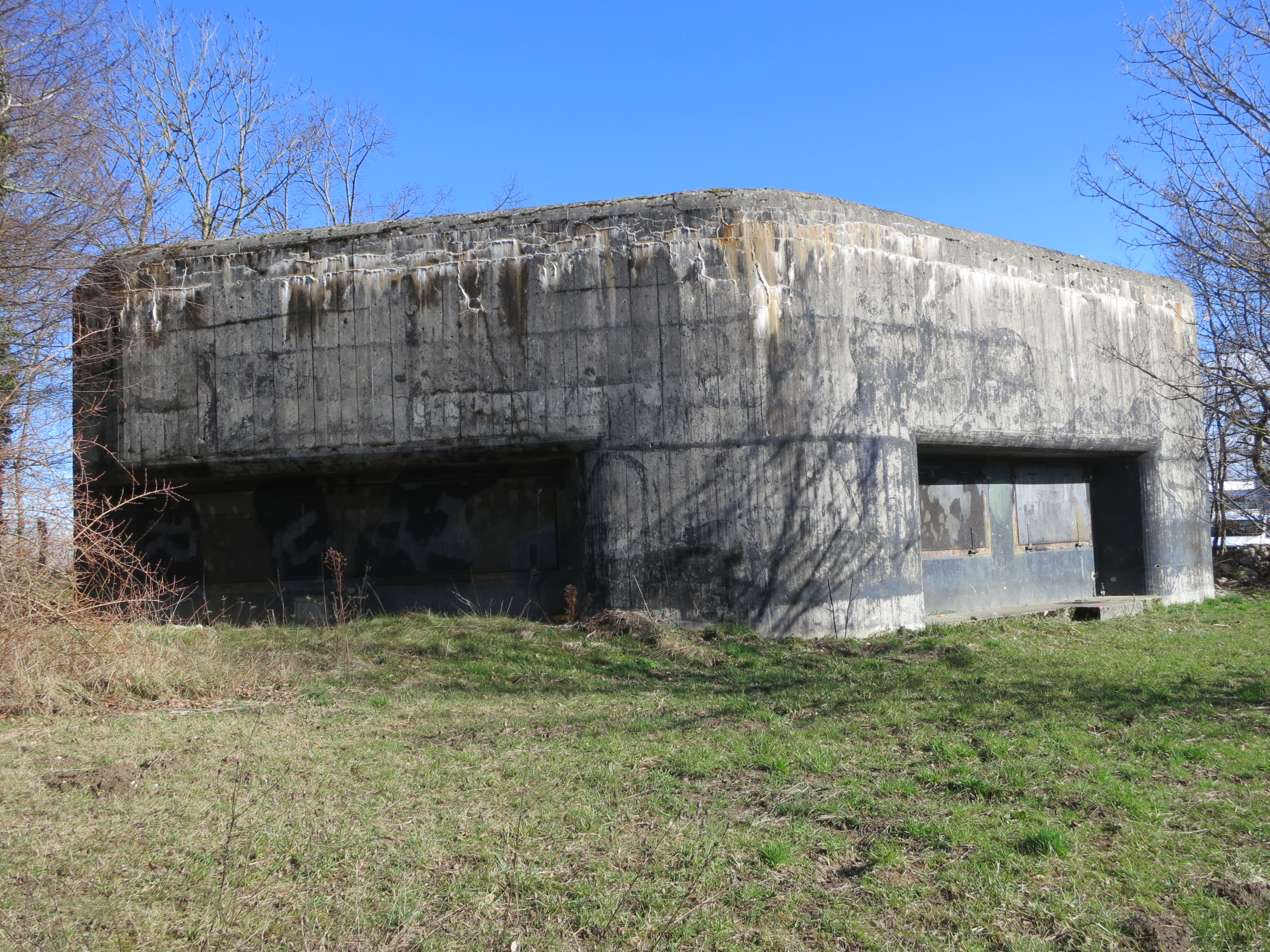
Fortin A713 Vich Sud
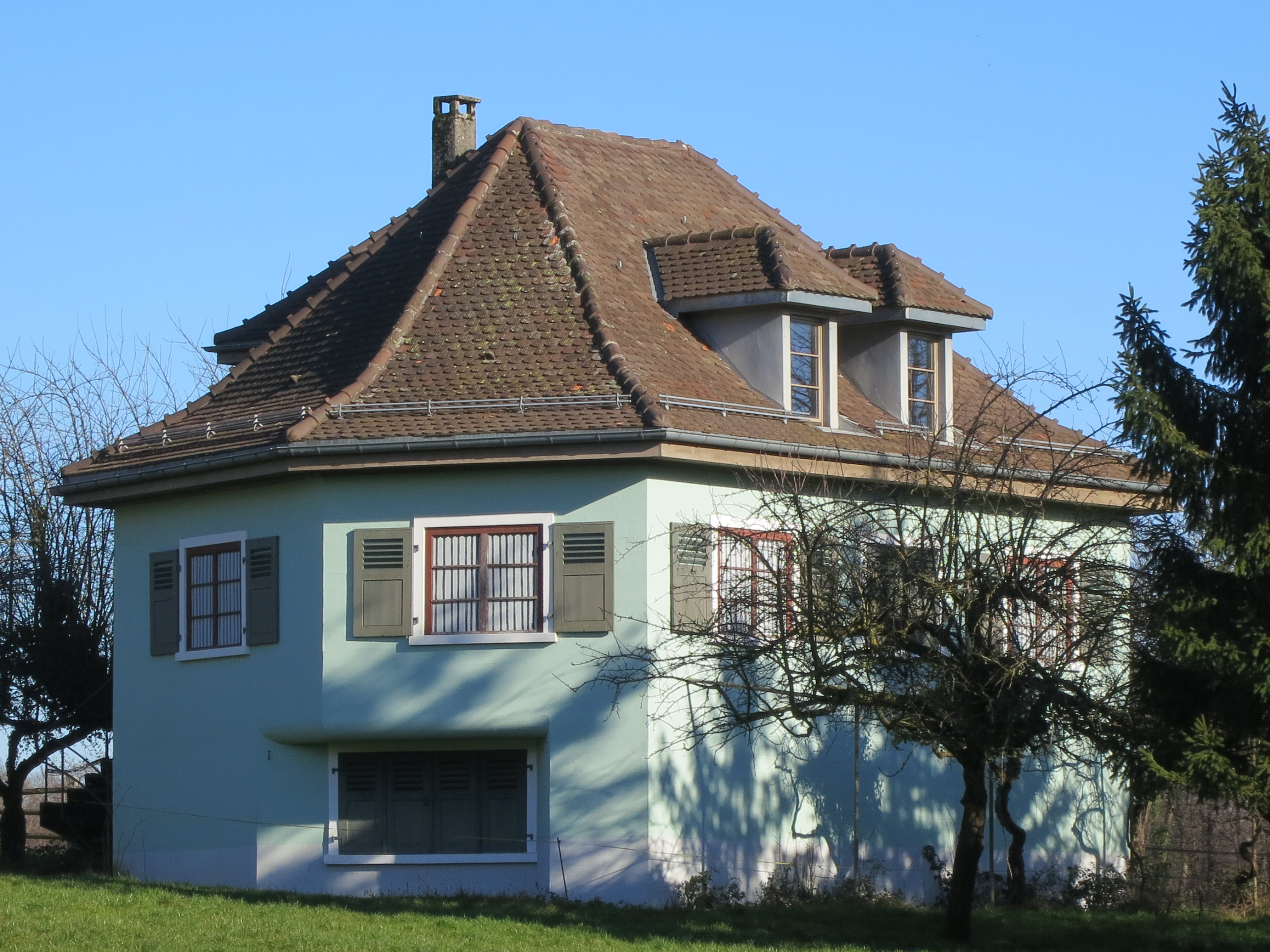
Fortin A726 Villa Verte à Gland

### La Villa Rose (A728)

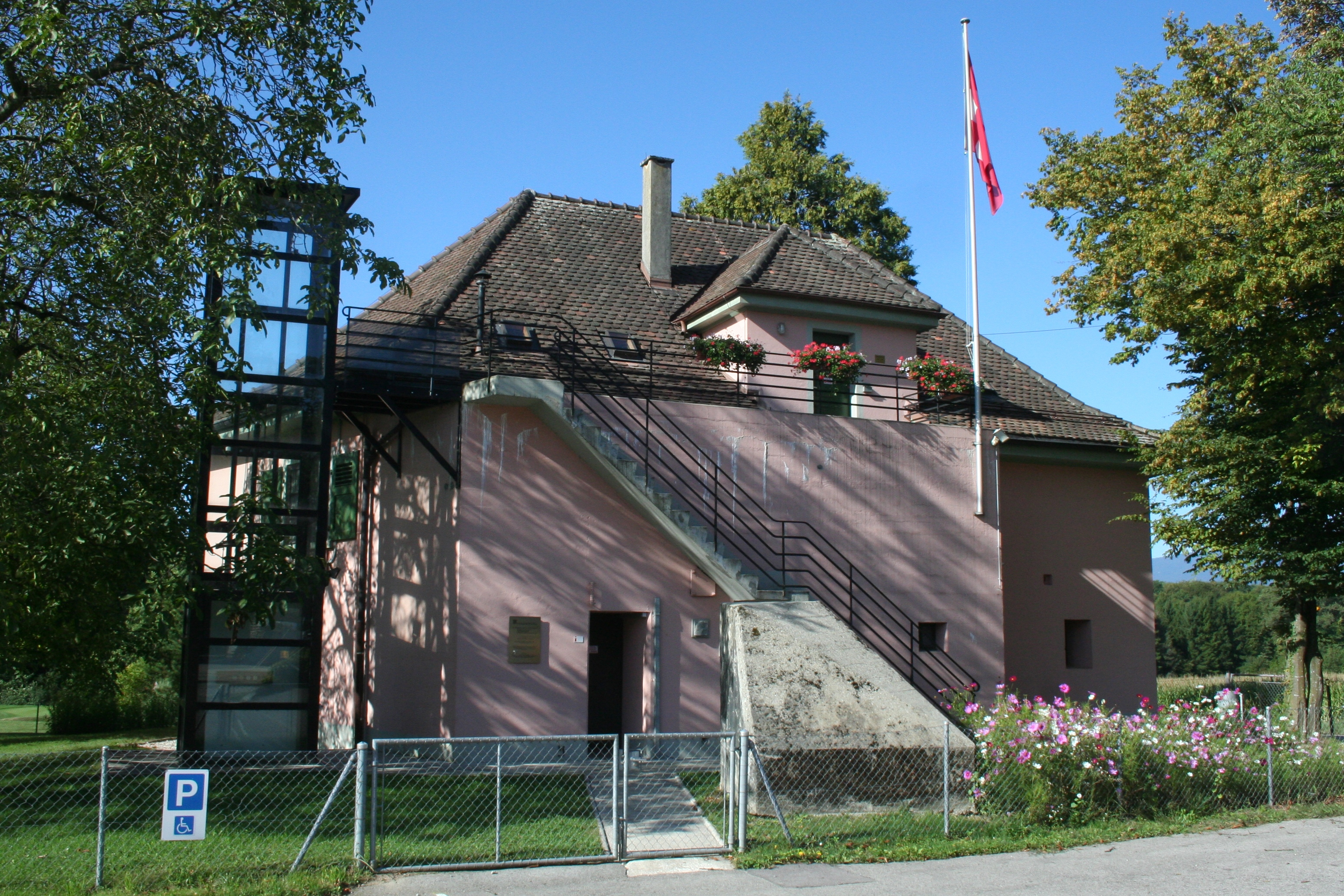
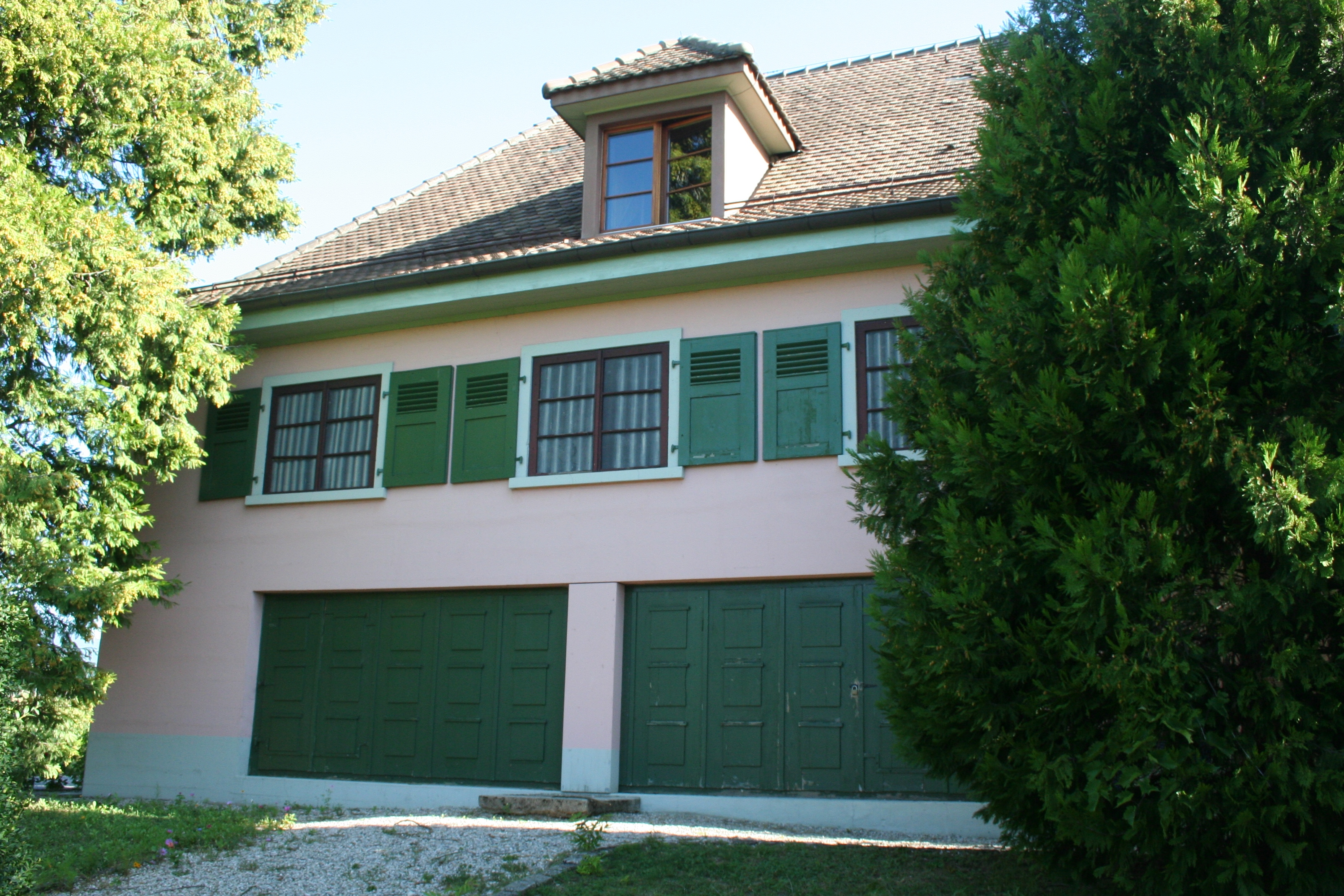
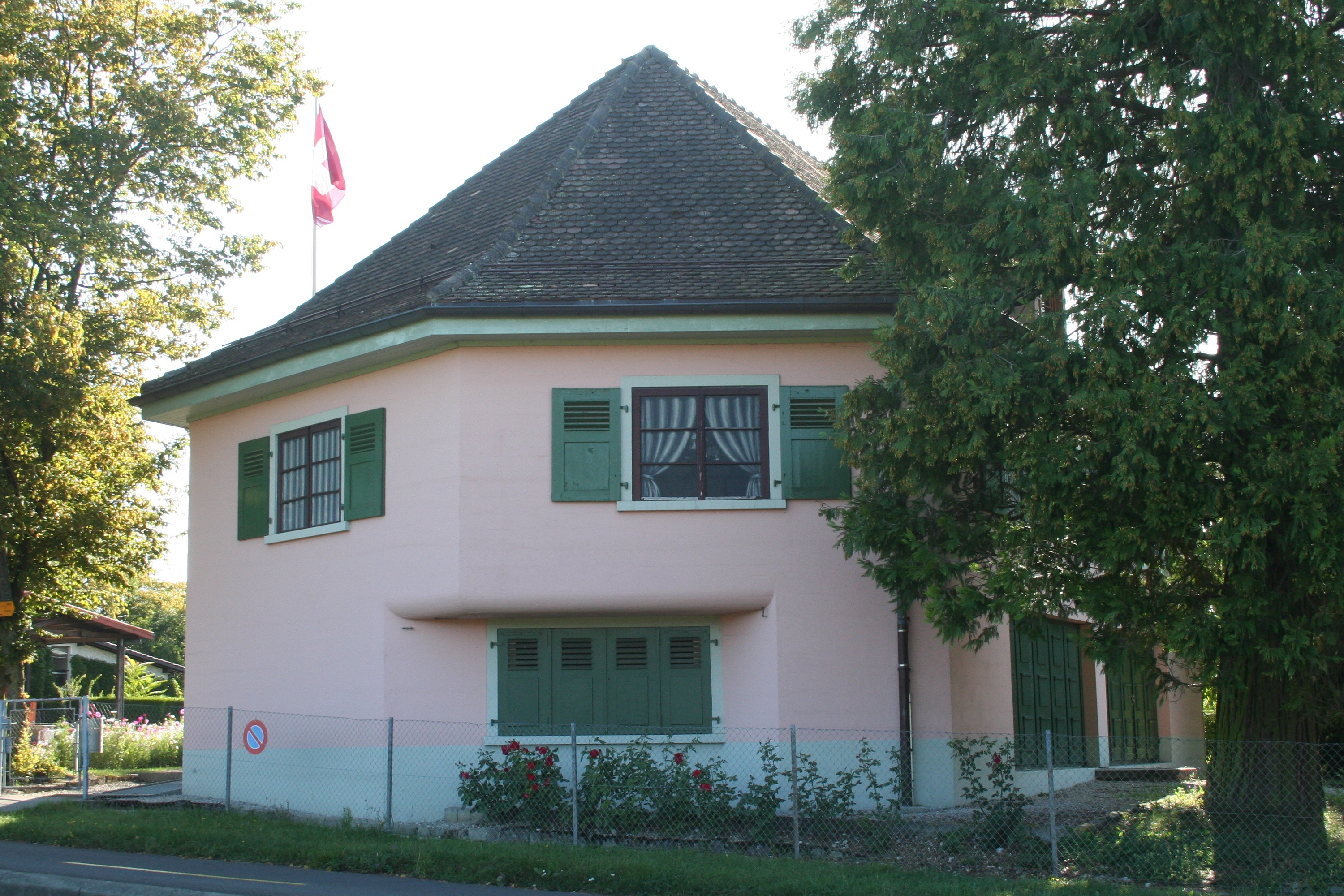
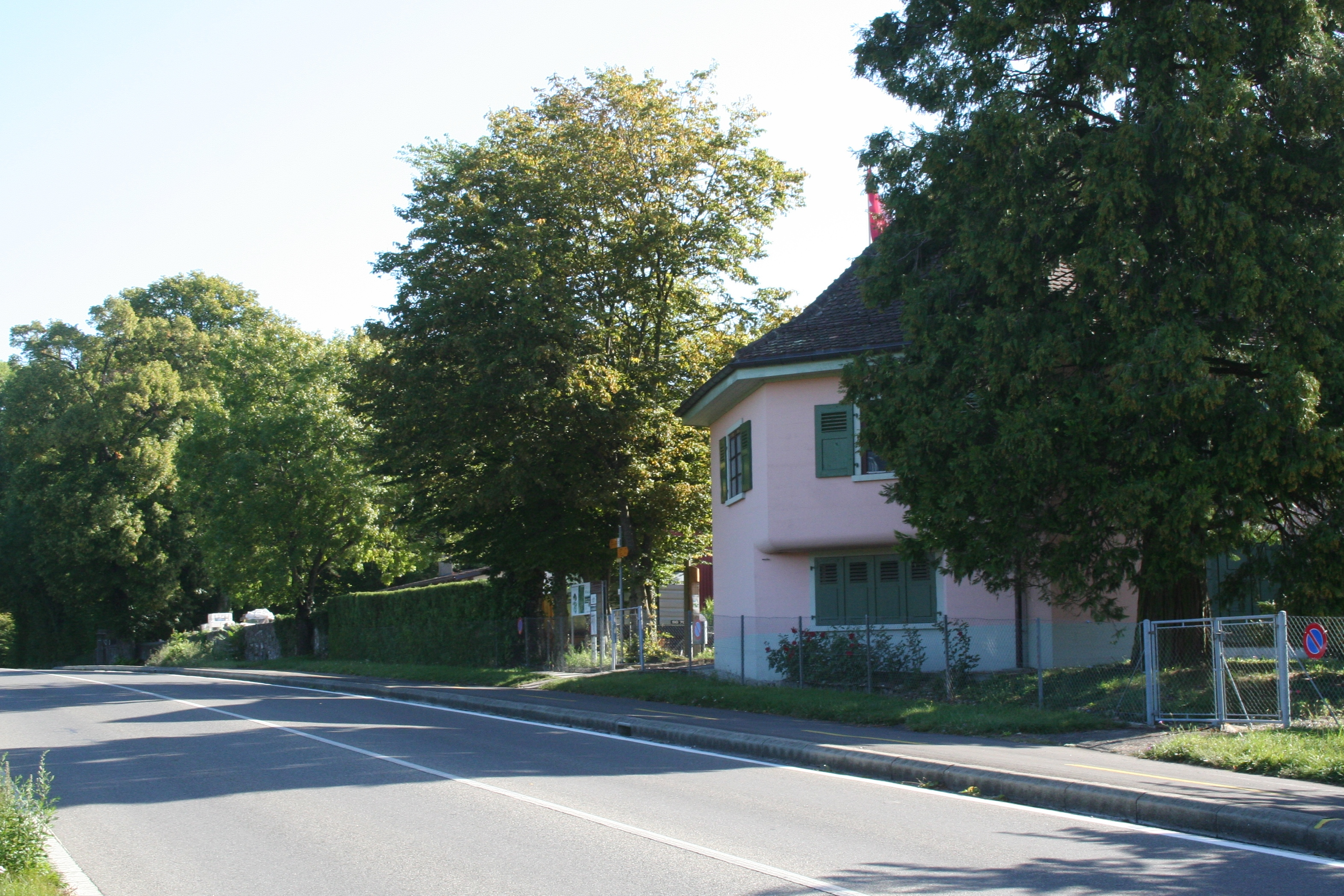
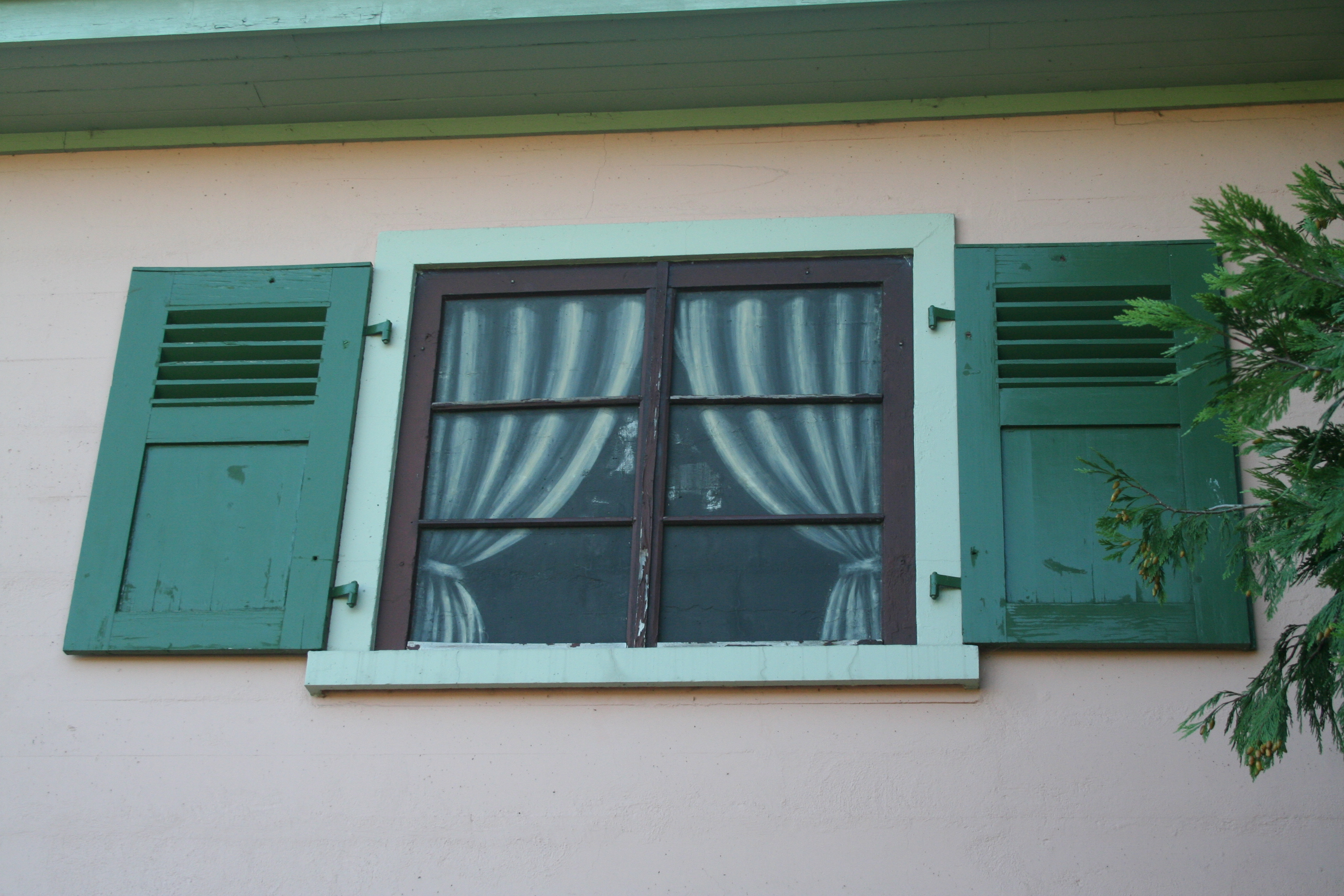
Faux rideaux.
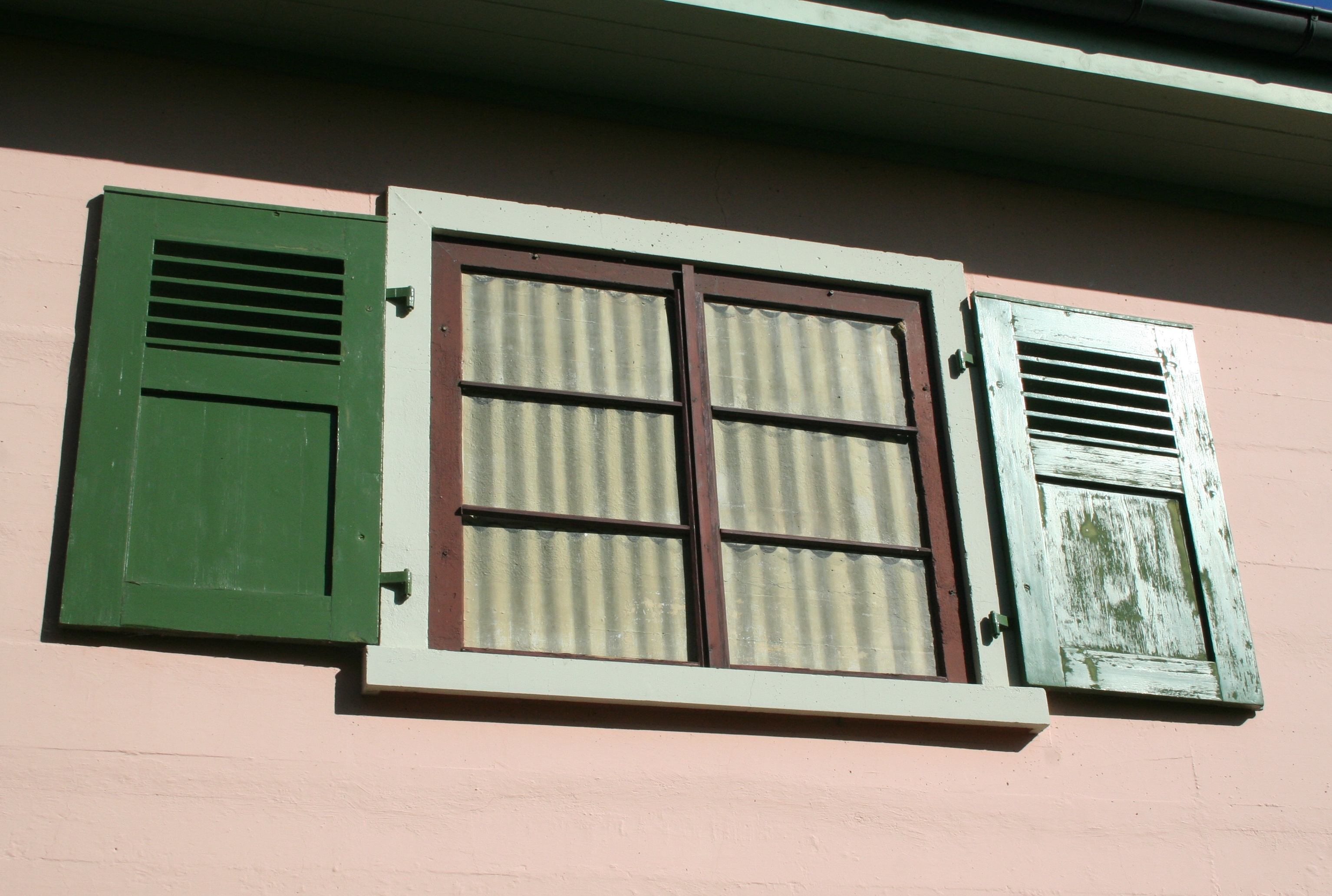
Faux rideaux.
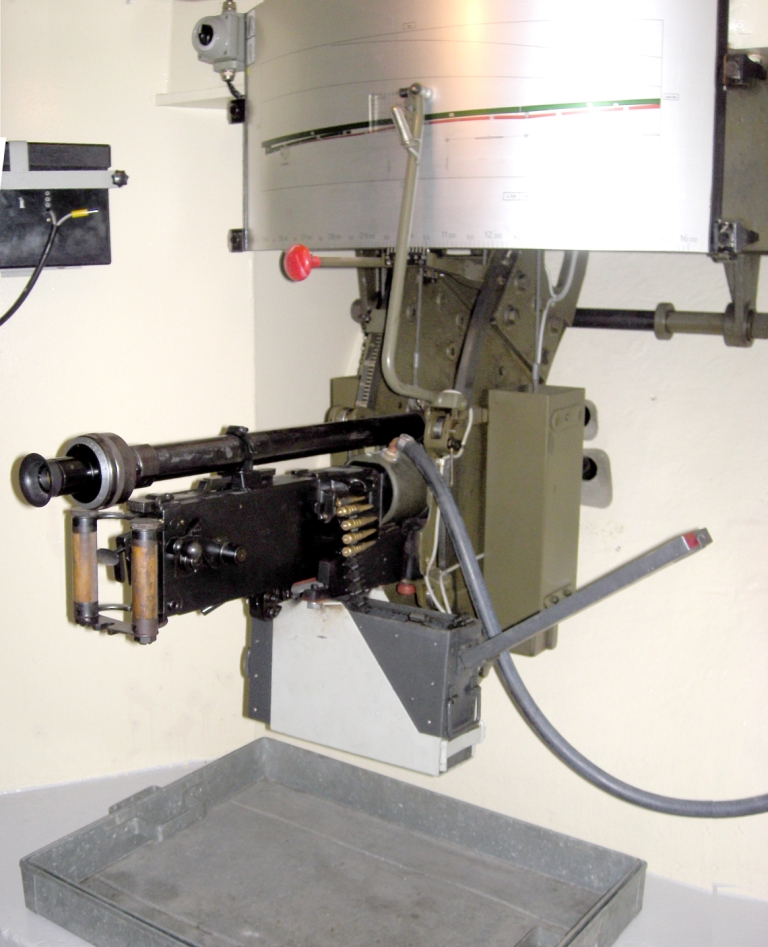
Villa Rose, mitrailleuse Mle 11 sur affut de fortification.
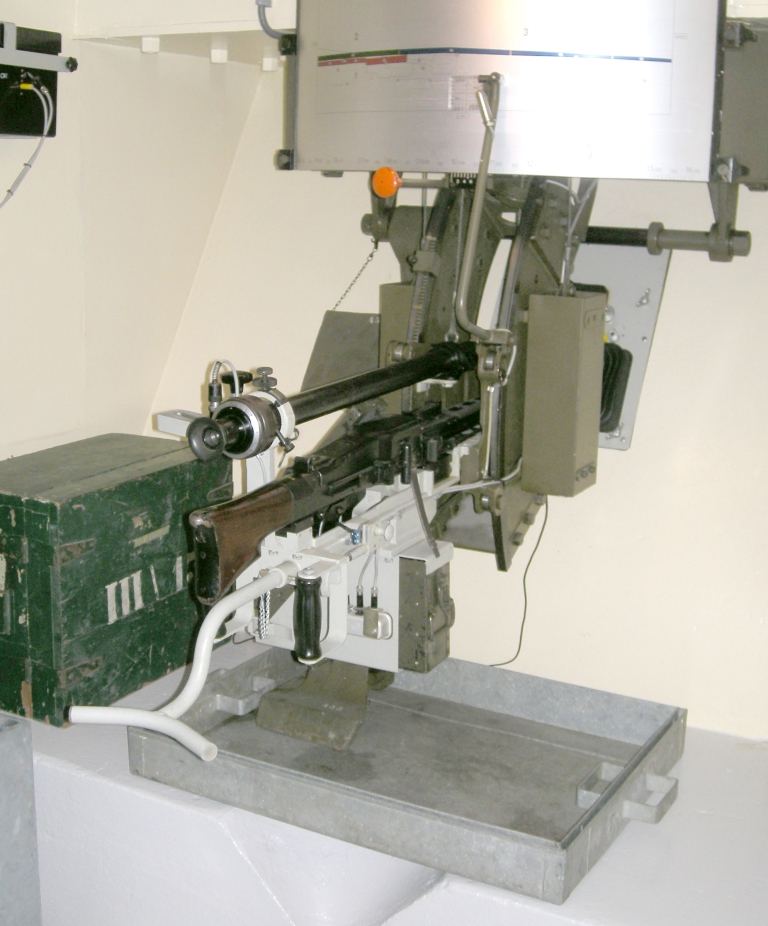
Villa Rose, mitrailleuse Mle 51.
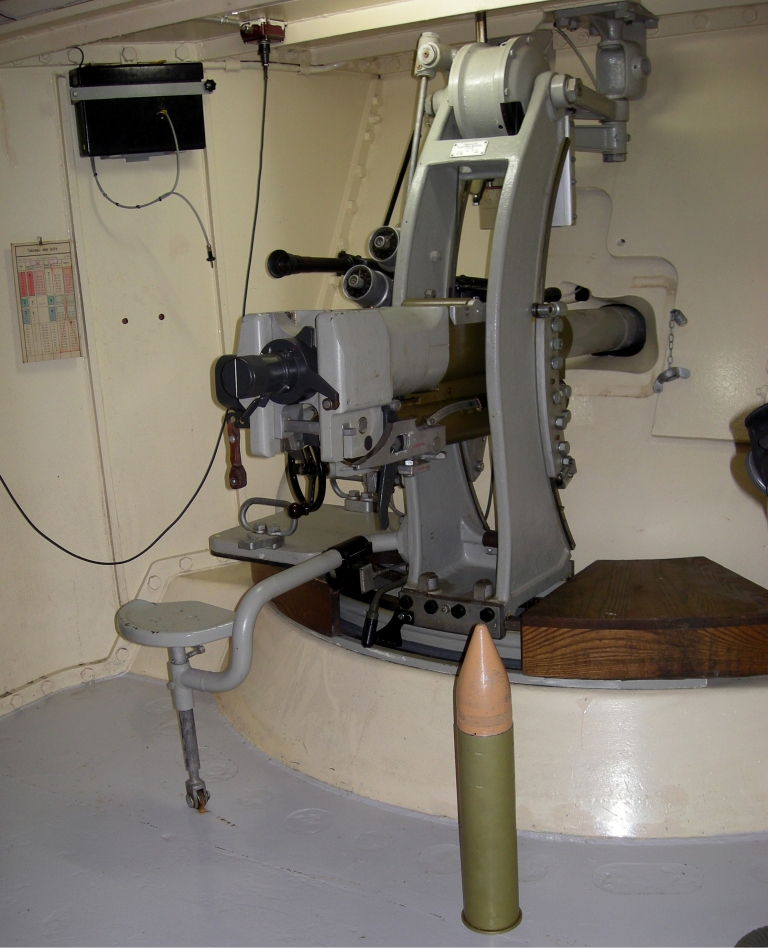
Villa Rose, Can ach 9 cm 50 sur affut de fortification, Obus 9 cm à charge creuse.